# Boussy
Boussy és un municipi francès situat al departament de l'Alta Savoia i a la regió d'Alvèrnia-Roine-Alps. L'any 2007 tenia 433 habitants.

## Demografia

### Població
El 2007 la població de fet de Boussy era de 433 persones. Hi havia 145 famílies de les quals 24 eren unipersonals (12 homes vivint sols i 12 dones vivint soles), 47 parelles sense fills, 70 parelles amb fills i 4 famílies monoparentals amb fills.
La població ha evolucionat segons el següent gràfic:
Habitants censats

### Habitatges
El 2007 hi havia 164 habitatges, 152 eren l'habitatge principal de la família, 11 eren segones residències i 1 estava desocupat. 153 eren cases i 9 eren apartaments. Dels 152 habitatges principals, 133 estaven ocupats pels seus propietaris, 14 estaven llogats i ocupats pels llogaters i 6 estaven cedits a títol gratuït; 2 tenien una cambra, 3 en tenien dues, 12 en tenien tres, 25 en tenien quatre i 110 en tenien cinc o més. 136 habitatges disposaven pel capbaix d'una plaça de pàrquing. A 43 habitatges hi havia un automòbil i a 99 n'hi havia dos o més.

### Piràmide de població
La piràmide de població per edats i sexe el 2009 era:
| Homes | Edats   | Dones |
| ----- | ------- | ----- |
| 0     | 95 o +  | 0     |
| 0     | 90 a 94 | 0     |
| 0     | 85 a 89 | 0     |
| 0     | 80 a 84 | 0     |
| 0     | 75 a 79 | 8     |
| 8     | 70 a 74 | 4     |
| 8     | 65 a 69 | 8     |
| 8     | 60 a 64 | 4     |
| 12    | 55 a 59 | 4     |
| 20    | 50 a 54 | 24    |
| 16    | 45 a 49 | 12    |
| 8     | 40 a 44 | 8     |
| 12    | 35 a 39 | 12    |
| 12    | 30 a 34 | 8     |
| 12    | 25 a 29 | 8     |
| 24    | 20 a 24 | 12    |
| 12    | 15 a 19 | 8     |
| 8     | 10 a 14 | 20    |
| 12    | 5 a 9   | 8     |
| 0     | 0 a 4   | 12    |

## Economia
El 2007 la població en edat de treballar era de 280 persones, 223 eren actives i 57 eren inactives. De les 223 persones actives 216 estaven ocupades (116 homes i 100 dones) i 7 estaven aturades (1 home i 6 dones). De les 57 persones inactives 22 estaven jubilades, 18 estaven estudiant i 17 estaven classificades com a «altres inactius».

### Ingressos
El 2009 a Boussy hi havia 160 unitats fiscals que integraven 468 persones, la mediana anual d'ingressos fiscals per persona era de 19.349 €.

### Activitats econòmiques
Dels 12 establiments que hi havia el 2007, 1 era d'una empresa extractiva, 3 d'empreses de construcció, 1 d'una empresa de comerç i reparació d'automòbils, 2 d'empreses de transport, 1 d'una empresa d'hostatgeria i restauració, 2 d'empreses d'informació i comunicació, 1 d'una empresa immobiliària i 1 d'una empresa classificada com a «altres activitats de serveis».
Dels 4 establiments de servei als particulars que hi havia el 2009, 1 era una fusteria, 1 lampisteria, 1 electricista i 1 agència immobiliària.
L'únic establiment comercial que hi havia el 2009 era una carnisseria.
L'any 2000 a Boussy hi havia 16 explotacions agrícoles que ocupaven un total de 328 hectàrees.

## Equipaments sanitaris i escolars
El 2009 hi havia una escola elemental.

## Poblacions més properes
El següent diagrama mostra les poblacions més properes.